# Île Fourier
Die Île Fourier, auch bekannt als Fourier Island, ist eine kleine und felsige Insel vor der Küste des ostantarktischen Adélielands. Sie liegt 1,2 km ostnordöstlich des Kap Mousse. Vom Festland trennen sie 90 m. 
Teilnehmer einer von 1950 bis 1951 dauernden französischen Antarktisexpedition benannten die Insel nach dem französischen Mathematiker und Physiker Joseph Fourier (1768–1830).